# Pat Quinn (calciatore)
Patrick Quinn, meglio noto come Pat (Glasgow, 26 aprile 1936 – 13 luglio 2020) è stato un calciatore e allenatore di calcio scozzese, di ruolo attaccante.

## Carriera

### Calciatore

#### Club
Dopo aver iniziato la stagione 1955-1956 nell'Albion Rovers passa al Motherwell con cui ottiene il decimo posto finale. L'anno seguente ottiene il settimo posto finale, seguito nel 1957-1958 dall'ottavo.
Nella Scottish Division One 1958-1959 Quinn con i suoi ottiene il terzo posto finale, a cui ne segue un quinto l'anno dopo, risultato bissato nella stagione 1960-1961. 
Nell'ultima stagione con il Motherwell, la Scottish Division One 1961-1962, ottiene il nono posto finale.
Nel 1962 si trasferisce in Inghilterra per giocare nel Blackpool, con cui ottiene il tredicesimo posto della First Division 1962-1963.
Nel 1963 ritorna in Scozia per giocare nell'Hibernian con cui nella stagione 1963-1964 conquista il decimo posto finale. Il quarto posto è ottenuto l'anno dopo.
Nella stagione 1965-1966 Quinn con i suoi ottiene il sesto posto finale, a cui segue un quinto l'anno seguente.
Nell'estate 1967 con gli Hibs disputò l'unica edizione del campionato dell'United Soccer Association, lega che poteva fregiarsi del titolo di campionato di Prima Divisione su riconoscimento della FIFA: quell'edizione della Lega fu disputata utilizzando squadre europee e sudamericane in rappresentanza di quelle della USA, che non avevano avuto tempo di riorganizzarsi dopo la scissione che aveva dato vita al campionato concorrente della National Professional Soccer League; gli scozzesi rappresentarono i Toronto City Soccer Club. Gli Hibs, nelle veci del Toronto City non superarono le qualificazioni per i play-off, chiudendo la stagione al terzo posto della Eastern Division.
Nella stagione 1967-1968 ottiene il terzo posto finale, raggiungendo inoltre la semifinale della Coppa delle Fiere 1967-1968.
Chiude la Scottish Division One 1968-1969 al dodicesimo posto, mentre il cammino nella Coppa delle Fiere 1968-1969 si ferma agli ottavi di finale. Raggiunge inoltre la finale della Scottish League Cup 1968-1969, persa contro il Celtic Football Club.
Nel 1969 passa ai cadetti dell'East Fife, con cui ottiene il decimo posto della Scottish Division Two 1969-1970, a cui segue un secondo posto, con conseguente promozione in massima serie, la stagione seguente, ottenuto nelle vesti allenatore/giocatore.

### Allenatore
Ottenuta la promozione in massima serie scozzese con l'East Fife nella Scottish Division Two 1970-1971, nella stagione seguente ottiene la permanenza di categoria grazie al sedicesimo posto ottenuto. L'anno dopo ottiene un buon nono posto finale.
Tra il 1974 ed il 1975 Quinn allena il club islandese del Fimleikafélag Hafnarfjörðar.
Nel 1980 ritorna a sedersi su una panchina, allenando ad interim il Partick Thisle.

#### Nazionale
Ha giocato quattro incontri con la nazionale scozzese, segnando una rete.

## Statistiche

### Cronologia presenze e reti in nazionale
| Cronologia completa delle presenze e delle reti in nazionale ― Scozia | Cronologia completa delle presenze e delle reti in nazionale ― Scozia | Cronologia completa delle presenze e delle reti in nazionale ― Scozia | Cronologia completa delle presenze e delle reti in nazionale ― Scozia | Cronologia completa delle presenze e delle reti in nazionale ― Scozia | Cronologia completa delle presenze e delle reti in nazionale ― Scozia | Cronologia completa delle presenze e delle reti in nazionale ― Scozia | Cronologia completa delle presenze e delle reti in nazionale ― Scozia |
| Data                                                                  | Città                                                                 | In casa                                                               | Risultato                                                             | Ospiti                                                                | Competizione                                                          | Reti                                                                  | Note                                                                  |
| --------------------------------------------------------------------- | --------------------------------------------------------------------- | --------------------------------------------------------------------- | --------------------------------------------------------------------- | --------------------------------------------------------------------- | --------------------------------------------------------------------- | --------------------------------------------------------------------- | --------------------------------------------------------------------- |
| 15-4-1961                                                             | Londra                                                                | Inghilterra                                                           | 9 – 3                                                                 | Scozia                                                                | Torneo Interbritannico 1961                                           | 1                                                                     |                                                                       |
| 3-5-1961                                                              | Glasgow                                                               | Scozia                                                                | 4 – 1                                                                 | Irlanda                                                               | Qual. Mondiali 1962                                                   | -                                                                     |                                                                       |
| 7-5-1961                                                              | Dublino                                                               | Irlanda                                                               | 0 – 3                                                                 | Scozia                                                                | Qual. Mondiali 1962                                                   | -                                                                     |                                                                       |
| 2-5-1962                                                              | Glasgow                                                               | Scozia                                                                | 2 – 3                                                                 | Uruguay                                                               | Amichevole                                                            | -                                                                     |                                                                       |
| Totale                                                                |                                                                       | Presenze                                                              | 4                                                                     |                                                                       | Reti                                                                  | 1                                                                     |                                                                       |